# 金佩塞

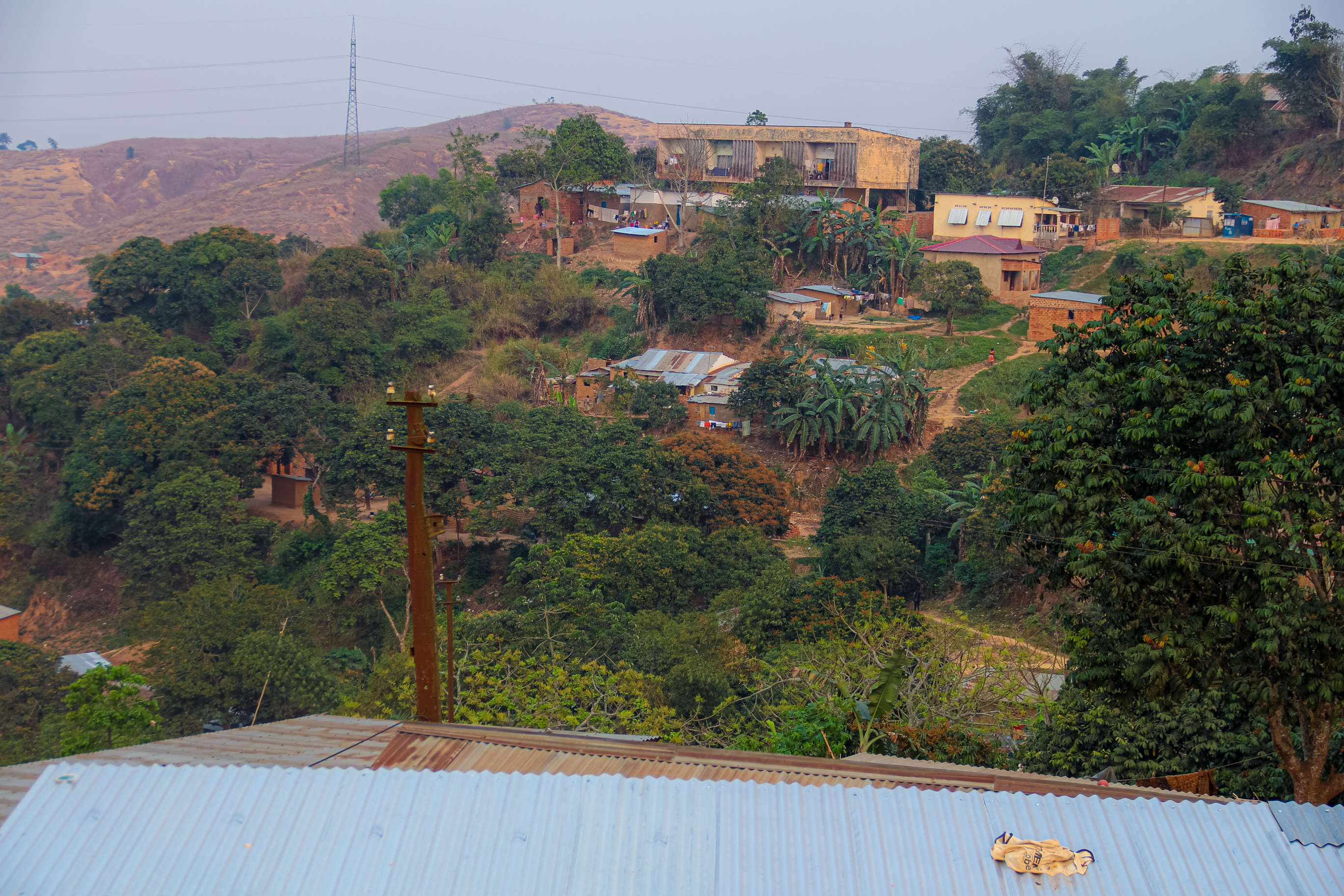
金佩塞

金佩塞是剛果民主共和國的城鎮，由下剛果省負責管轄，海拔高度301米，居民主要信奉基督教，設立當地聯合國難民署的辦事處為中剛果省的安哥拉難民提供協助，2010年人口估計為53,660。
05°33′00″S 14°26′00″E / 5.55000°S 14.43333°E